# Цезарій Моравський
Цезарій Моравський (нар. 5 червня 1954) — польський актор кіно й театру. Як і його ровесник Ян Фрич, наділений неабияким хистом.

## Біографія

### Передумови народження
1950-ті роки є водночас як звичайними, так і незвичайними для Польщі як такої. Знову молода країна оговтувалася після чергового поділу, на цей раз між Третім Рейхом і Союзом Радянських Соціалістичних Республік. Проте, варто зазначити, що в ході бойових дій під час Другої світової війни територія Польщі не зазнала таких руйнувань з боку Робочо-Селянської Червоної армії, як, наприклад, територія Гітлерівської Німеччини від бомбардувань англо-американських ВПС. Даний факт зумовив те, що громадянам не потрібно було діяти для відновлення інфраструктури як у країні по сусідству, це стало причиною того, що люди обирали стезі творчого характеру.

### Молодість
Саме так зробив наш герой. Народившись 1954 року, він ходив у дитсадок, початкову та середню школу, театральний навчальний заклад. Роки навчання у виші не минули дарма: сьогодні ми знаємо Цезарія Моравського як одного з висококласних членів когорти акторів Польщі.

## Фільмографія
| Рік       |   | Українська назва                 | Оригінальна назва | Роль |
| --------- | - | -------------------------------- | ----------------- | ---- |
| 1977      | ф | Операція у арсенала              |                   |      |
| 1978      | ф | Спіраль                          |                   |      |
| 1979      | ф | Дороги в ночі                    |                   |      |
| 1980      | ф | Імпульси почуттів                |                   |      |
| 1980      | ф | Константа                        |                   |      |
| 1981      | ф | Дебютантка                       |                   |      |
| 1981      | ф | Дитячі питання                   |                   |      |
| 1981      | ф | З далекої країни                 |                   |      |
| 1983      | ф | Професіонал                      |                   |      |
| 1984      | ф | Дім божевільних                  |                   |      |
| 1985      | ф | Грета                            |                   |      |
| 1985      | ф | Дитячі сцени з життя провінції   |                   |      |
| 1986      | ф | Незваний гість                   |                   |      |
| 1987      | ф | Комедіантка                      |                   |      |
| 1987      | ф | Палата № 6                       |                   |      |
| 1988      | ф | Й скрипки перестали грати        |                   |      |
| 1989—1990 | с | Моджеєвська                      |                   |      |
| 1990      | ф | Європа, Європа                   |                   |      |
| 1993      | ф | Вітер зі сходу                   |                   |      |
| 1997      | ф | Чарівник: Земля Великого дракону |                   |      |
| 1998      | ф | Амок                             |                   |      |
| 1999      | ф | Як наркотик                      |                   |      |
| 1999—2024 | с | І у горі, і у радості            |                   |      |
| 2000—2006 | с | «Л» означає любов                |                   |      |
| 2001      | ф | Хамелеон                         |                   |      |
| 2002      | ф | Зроби свою справу                |                   |      |
| 2002      | ф | Хакер                            |                   |      |
| 2009      | ф | Праведники                       |                   |      |
| 2011      | ф | 80 мільйонів                     |                   |      |
| 2013      | ф | Замкнута система                 |                   |      |